# AKASAKA K-TOWER
AKASAKA K-TOWER（赤坂Kタワー）とは、東京都港区にある鹿島建設の高層ビル。

## 概要
鹿島建設の本社移転に伴う旧本社ビル跡地の再開発プロジェクトとして計画され、企画・開発・設計・施工・運営まで鹿島主体で行われた。事業費は208億円。

### 建築
デザインは旧鹿島建設本社ビルを踏襲しつつ、1本80cm角の柱4本を合わせた組み柱と80cm×120cmの梁で繋いだプレキャストコンクリート製の「アウトフレーム」で建物を覆う構造が採用された。
建物の外部をアウトフレームで覆っている分、室内には建物中央部にある4本の円形の柱のみで窓際に柱がないことから室内空間を有効に活用できるほか、高層建築によって生じる強風が発生しないことが確認されている。また、建物の四隅にはバルコニーが設けられ、外壁部には一般的な超高層ビルと比べて揺れを25～30％抑える制震用のオイルダンパーを備えている。
耐用年数は100年以上を前提に設計され、内外装の設備更新や増設、メンテナンスなどが容易な作りとなっている。
主要な機械室や備蓄倉庫は水没に備えて2階に配置している。

## フロアマップ
26階-30階
レジデンス「AKASAKA K-TOWER RESIDENCE」
3階-24階
オフィス
B1階・1階
店舗
B2階
駐車場

## 受賞歴
- CASBEE 2010年版第三者認証 Sクラス(BEE=4.4)
- 2012年 グッドデザイン賞
- 平成25年度 景観まちづくり賞(港区)
- 平成25年度 みどりの街づくり賞(港区)
- 第4回 省エネ・照明デザインアワード 「公共施設・総合施設部門」優秀事例(環境省)
- 第23回 AACA賞・優秀賞(日本建築美術工芸協会)
- 2014年度 日本建築学会作品選集
- 2014年度 造園作品選集「業務商業」(日本造園学会)
- 平成28年度 トップレベル事業所認定(東京都)
- 平成28年 空気調和・衛生工学会賞 (公益社団法人空気調和・衛生工学会)